# Joonas Henttala
Joonas Henttala (ur. 17 września 1991 w Porvoo) – fiński kolarz szosowy.

## Osiągnięcia
Opracowano na podstawie:

2009
- 1. miejsce w mistrzostwach Finlandii juniorów (start wspólny)

2014
- 2. miejsce w mistrzostwach Finlandii (start wspólny)

2020
- 3. miejsce w mistrzostwach Finlandii (start wspólny)

2021
- 1. miejsce w mistrzostwach Finlandii (start wspólny)

## Rankingi
| Rok             | 2011  | 2012 | 2013 | 2014 | 2015 | 2016  | 2017  | 2018  | 2019  | 2020  | 2021 |
| --------------- | ----- | ---- | ---- | ---- | ---- | ----- | ----- | ----- | ----- | ----- | ---- |
| World Ranking   |       |      |      |      |      | 2575. | 1939. | 1501. | 2392. | 1100. | 906. |
| UCI Europe Tour | 1159. | -    | -    | 409. | -    | 1726. | 1306. | 956.  | 1527. | 850.  | 694. |
| UCI Asia Tour   | -     | -    | -    | -    | -    | -     | 558.  | -     |       |       |      |
|                 |       |      |      |      |      |       |       |       |       |       |      |
| Źródło: UCI     |       |      |      |      |      |       |       |       |       |       |      |